# Onyx (radiologie interventionnelle)
Pour les articles homonymes, voir Onyx.
En radiologie interventionnelle, Onyx désigne le nom commercial d'un agent embolique liquide utilisé dans les procédures d'embolisation. Il est produit et vendu par l'entreprise Medtronic qui a acquis la société ev3 Inc., développeur initial du produit.
L'Onyx consiste en un copolymère d'éthylène et d'alcool vinylique (EVOH) en solution dans du diméthylsulfoxyde (DMSO). En fonction des caractéristiques désirées, la concentration en EVOH peut varier de 6 % (Onyx 18) à 8 % (Onyx 34). Une poudre de tantale est ajoutée afin de rendre le produit radio-opaque.
L'usage de l'Onyx a été approuvé dès 2007 par la Food and Drug Administration dans le cadre du traitement des anévrismes intracrâniens. Dans les années 2020 il est employé dans de nombreuses autres indications. 
On l'utilise notamment dans les embolisations de lésions tumorales telles que les paragangliomes, les angiofibromes naso-pharyngés ou encore les méningiomes,. Dans ces indications, l'Onyx présente notamment comme avantages son caractère très pénétrant en intra-tumoral et sa radio-opacité participant à un bon contrôle du geste. L'Onyx est aussi un agent embolique de choix dans le traitement des malformations artérioveineuses.